# My (Vorname)
My (schwedisch) bzw. Myy (finnisch), beide ausgesprochen [myː], ist ein weiblicher Vorname.

## Herkunft und Bedeutung
Der Vorname geht auf die Figur lilla My (in den deutschen Übersetzungen „kleine My“ oder „klein Mü“) der populären Mumins der finnlandschwedischen Schriftstellerin Tove Jansson (1914–2001) zurück. In der Fiktion der Mumins-Welt erklärt sich der Name von lilla My durch ihre Sippschaft, denn sie ist die jüngste Tochter von Mymlan, der Matriarchin einer weitverzweigten und kinderreichen Familie (der Mymlor) in einem fernen Königreich, in das es den Muminvater in seiner Jugend verschlägt. Zugleich stellt er sich dem Leser als sprechender Name dar: wie schon ihr Beiname lilla („die kleine“) anzeigt, ist Mys hervorstechendstes Charakteristikum ihre geringe Körpergröße. Sie ist so klein, dass viele sie nicht mit bloßen Auge erkennen können, und in Winter im Mumintal schrumpft sie, bis sie sich sogar selbst nicht  mehr sehen kann – man kann hier eine Anspielung auf den griechischen Buchstaben My  (μ) erkennen, der als Abkürzung für den Mikrometer steht.

## Verbreitung und Häufigkeit
Der Name ist vor allem in den beiden schwedischsprachigen Ländern Schweden und Finnland verbreitet. Im Jahr 2000 erhielten 0,4 % aller in Schweden neugeborenen Mädchen den Namen My. In Finnland erhielten bis heute etwas mehr als 900 Mädchen den Namen. Myy, die finnische Variante des Namens, wurde dagegen nur 340 mal vergeben.

## Namenstag
Obwohl der schwedische Name My schon seit Jahrzehnten regelmäßig vergeben wird, ist er in Schweden nicht in den offiziellen Almanach – für den die Schwedische Akademie verantwortlich zeichnet – aufgenommen worden.
Laut Almanach in Finnland – herausgegeben an der Universität Helsinki – ist der 4. Februar Namenstag für den schwedischen Namen My (gemeinsam mit Mio und Ronja, die ebenfalls aus literarischen Werken stammen). Die finnische Variante Myy hat laut Almanach keinen offiziellen Namenstag. Jedoch hat der finnische Katzenname Pikku Myy („Kleine My“) am 7. März Namenstag.

## Bekannte Namensträgerinnen
- My Holmsten (* 1957), schwedische Schauspielerin
- Myy Lohi (* 1990), finnische Schauspielerin
- My Kippilä (* 1996), finnische Unihockeyspielerin finnlandschwedischer Herkunft
- My Relander (* 1998), estnische Springreiterin finnlandschwedischer Herkunft

## Trivia
Das Datenbanksystem MySQL wurde nach My, der Tochter des finnlandschwedischen Entwicklers Michael Widenius, benannt.